# Pseudicius okinawaensis
Pseudicius okinawaensis (Japans:オキナワハエトリ, Okinawa-haetori) là một loài nhện trong họ Salticidae. Loài này được phát hiện ở Okinawa.